# Cinta di Luigi XIII

Veduta di Parigi nel 1618 di Visscher.

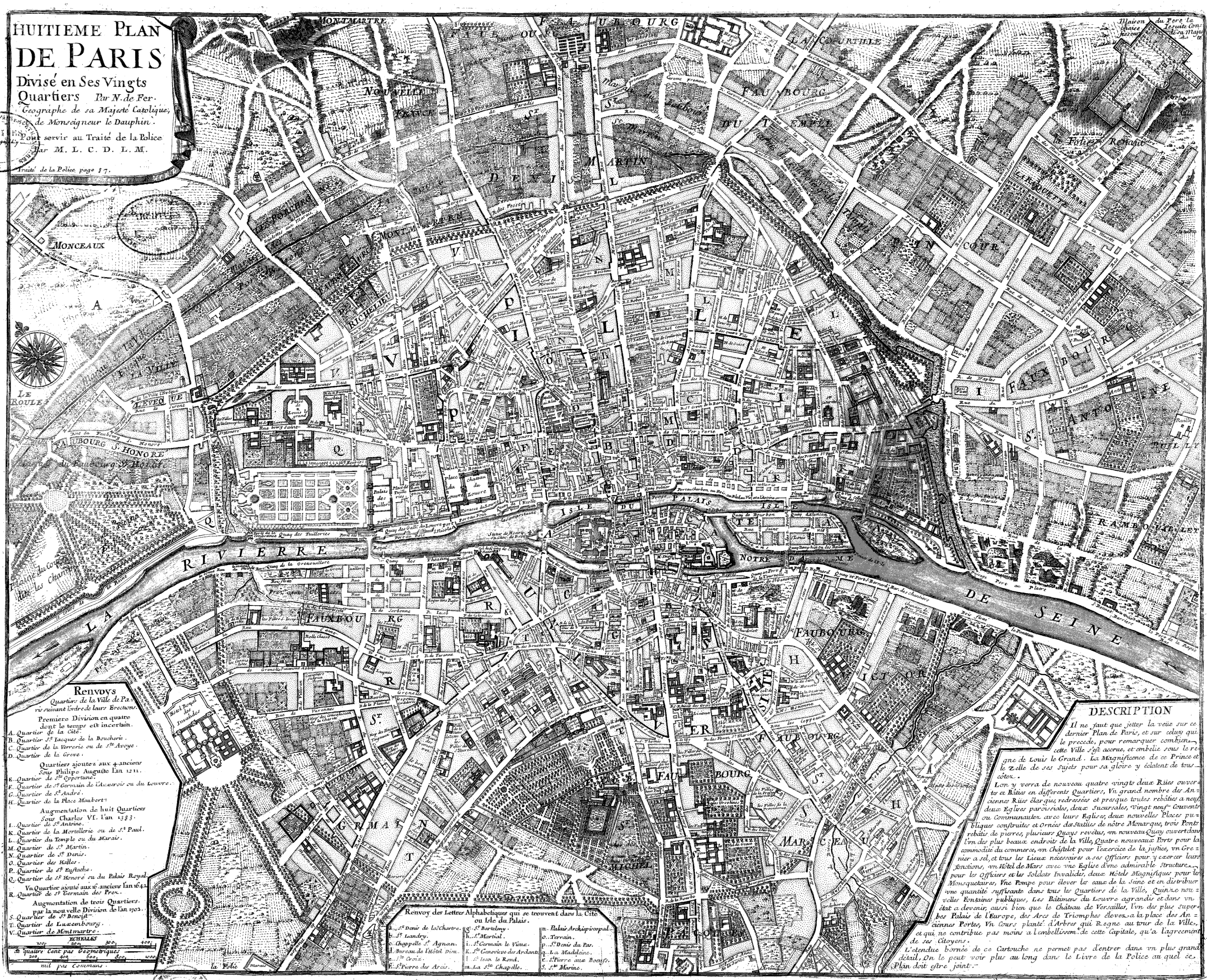
Mappa di Parigi nel 1705 con i primi viali e i resti della cinta di Luigi XIII

La cinta di Luigi XIII, detta anche Fossés Jaunes ("Fossati gialli"), era un sistema di fortificazione urbana realizzato a Parigi alla fine del XVI secolo. Espandeva verso ovest lo spazio urbano parigino circostante rispetto alla cinta di Carlo V e fu demolita tra il XVII ed il XVIII secolo. Gli attuali grand boulevard, boulevard de la Madeleine, des Capucines, des Italiens, Montmartre, Poissonnière sono disposti a nord della sua posizione.

## Storia

### Costruzione
Nel 1566, a causa delle guerre di religione, della vicinanza del confine (solo 150 km a nord) e del perfezionamento dell'artiglieria, si iniziò a migliorare la difesa sul lato ovest, costruendo una linea di sei bastioni, un chilometro più avanti rispetto alla cinta di Carlo V, incorporando le Tuileries, e quello che allora era chiamato il faubourg Saint-Honoré (la parrocchia di Saint-Roch), il faubourg Montmartre (l'attuale quartiere de la Bourse), e la Butte-aux-Gravois.
Questo quinto recinto è talvolta chiamato recinto dei "fossati gialli" per via del colore del limo visibile dopo lo sterro.
La costruzione di questo bastione portò alla distruzione, nel 1633, della parte occidentale della cinta di Carlo V, che non aveva scopo militare, tra la Senna (all'incirca all'altezza del pont du Carrousel) e la Porte Saint-Denis per facilitare l'urbanizzazione dello spazio tra le due cinte, in particolare la costruzione del Palais-Royal e la suddivisione del quartiere Richelieu. La parte orientale della cinta di Carlo V, tra la Porte Saint-Denis, la Bastiglia e l'Arsenale, fu mantenuta e rafforzata con la costruzione di nuovi bastioni. Dal 1630 al 1635, in preparazione all'intervento francese nella guerra dei trent'anni, il cardinale Richelieu fece rinforzare i bastioni e fortificare le porte, secondo i progetti di Jacques Lemercier. Nel 1645 fu aperta una postierla sul Chemin des Poissonniers ("poterne della Poisonnerie", ribattezzata Porte Sainte-Anne nel 1685).

### Demolizione
Poiché le conquiste dell'inizio del regno di Luigi XIV avevano spinto indietro i confini del regno, il re, ricordando la resistenza della città di Parigi durante la Fronda e volendo abbellire la sua città principale, adottò la proposta di Jean-Baptiste Colbert di radere al suolo le fortificazioni di Parigi.
Gli argini e i fossati dei bastioni furono demoliti dal 1668 al 1705 e al loro posto venne realizzato un ampio viale in terra battuta delimitato da olmi, il "Nouveau-Cours". Gli attuali grandi boulevard vennero creati a nord dell'ex recinto dei fossati gialli da place de la Madeleine al boulevard Poissonnière. Dal Boulevard de Bonne-Nouvelle alla Bastiglia, l'arco dei Grand Boulevard è tracciato sul sito della parte della cinta di Carlo V che era stata mantenuta dopo il 1633.
Le porte vennero rase al suolo: quella di Saint-Denis, nel 1671, fu sostituita da un arco trionfale alla gloria del re, mentre quelle di Montmartre, Gaillon, Richelieu, Saint-Anne, de la Conférence e Saint-Honoré vennero distrutte.
I resti di questo recinto sono rari perché la sua disposizione, a ridosso dei viali, è compresa nell'urbanizzazione di questo spazio, dei palazzi e del convento dei cappuccini,.

## Tracce
La cinta partiva dalla Senna e si collegava alla cinta di Carlo V a ovest della Porte Saint-Denis. Le tracce di questo fronte di bastione corrispondono al margine orientale di Place de la Concorde dove la base del muro di cinta del Giardino delle Tuileries è quella dell'ex bastione delle Tuileries, approssimativamente alla rue Royale, si allontanava da 100 a 200 metri a sud dei boulevard de la Madeleine, des Capucines, des Italiens, di Montmartre e Poissonnière e si univa al Boulevard de Bonne-Nouvelle creato su uno dei suoi bastioni.

## Porte
| Nome                                           | Ubicazione | Coordinate             | Immagine |
| ---------------------------------------------- | --- | ---------------------- | -------- |
| Porte de la Conférence                         | Quai des Tuileries | 48.863692°N 2.321087°E |          |
| Porte Saint-Honoré                             | Fino ai n. 422 e 281 rue Saint-Honoré, poco prima dell'incrocio con rue Royale                                                                                     | 48.868292°N 2.323494°E |          |
| Porte Gaillon                                  | Rue de La Michodière. La sua costruzione iniziò nel 1645 ma non fu mai completata.                                                                                 | 48.87092°N 2.334813°E  |          |
| Porte de Richelieu                             | Tra rue Saint-Augustin e rue Neuve-des-Fossés-Montmartre (oggi rue Feydeau), e più precisamente tra rue de la Bourse e rue du Quatre-Septembre, allora inesistente | 48.869857°N 2.339041°E |          |
| Porte de Montmartre                            | Fino ai n. 158 e 160 rue Montmartre, all'incrocio con rue des Jeûneurs                                                                                             | 48.870025°N 2.342783°E |          |
| Poterne de la Poissonnerie o Porte Sainte-Anne | Rue Poissonnière, vicino a rue de la Lune, aperta nel 1646 | 48.870134°N 2.347885°E |          |

## Bastioni
La cinta era costituita da 6 bastioni numerati da quello delle Tuileries verso est al bastione 6 della collina di Bonne Nouvelle e la parte della cinta di Carlo V, mantenuta nella sua posizione precedente, comprendendo dal bastione 7 della Porte Saint-Martin al bastione 14 della Tour de Billy nel sito dell'estremità sud-occidentale dell'attuale bacino dell'Arsenale. Questi bastioni furono creati o rinforzati durante i due periodi di miglioramento del complesso fortificato dal 1553 al 1660 e poi intorno al 1631-1641. A differenza dei bastioni 6-11 stabiliti su tumuli preesistenti che dominavano il terreno circostante, quelli 1-5 erano stati costruiti da zero abbastanza bassi da sfuggire al fuoco diretto.
Il bastione delle Tuileries che proteggeva il Palazzo delle Tuileries si trovava a sud del Giardino delle Tuileries. Fu il primo ad essere costruito con una prima pietra posta nel 1566 dal re Carlo IX accompagnato dalla madre. Il muro del suo primo lato più vicino alla Senna, scoperto nel 2003-2004 sotto l'Orangerie, è una delle rare vestigia del recinto con elementi del suo secondo lato riutilizzati nel muro di contenimento della terrazza del Jeu de Paume.
Il bastione Saint-Honoré, bastione 2, era in costruzione nel 1585. Il suo fianco meridionale si trovava nel giardino dietro il 277 rue Saint-Honoré e la punta nel mezzo di rue Royale all'ingresso di Place de la Madeleine. Un tratto di muro di 4 metri è stato scoperto nel seminterrato del n. 39 rue Cambon dove è evidenziato.
I bastioni da 3 a 6 furono costruiti dopo il 1590 ma compaiono sul progetto di Quesnel del 1609.
Il bastione Vendôme si trovava tra il boulevard des Capucines e la rue des Capucines a ovest e la rue Louis-le-Grand a est. Non ne è rimasta alcuna traccia. La cortina che lo collegava al bastione 4 correva parallela, per una quarantina di metri, a nord alla rue Saint-Augustin che correva lungo il bastione interno.
Il bastione di Gramont, più piccolo, era compreso in una posizione tra l'attuale rue de Gramont e la rue de Richelieu di fronte alla rue Saint-Augustin.
Il bastione di Saint-Fiacre si trovava a nord di rue des Jeûneurs tra rue Montmartre e rue du Sentier.
Il bastione della butte de Bonne-Nouvelle faceva da collegamento alla cinta di Carlo V nel sito dell'attuale distretto di Bonne-Nouvelle. Si trovava su una strada o un deposito di macerie che gli diede il nome di " Villeneuve-sur-Gravois”. Il suo punto settentrionale si trovava all'angolo di rue d'Hauteville. I suoi lati non erano in muratura. Il suo saliente fu livellato nel 1709 per il passaggio del Boulevard de Bonne-Nouvelle. Nell'angolo ottuso ai n 42 e 44 del boulevard se ne conserva l'impronta.

## Espansione urbana indotta dalla Cinta de la "Fossés Jaunes"
La creazione della cinta della "Fossés Jaunes", dal 1556, e la continuazione della sua costruzione dal 1630, portò alla rimozione della vecchia cinta di Carlo V, quindi la sua sostituzione, dopo il 1670, con il Nouveau Cours situato di fronte al bastione, accompagnando l'espansione della città a ovest della sponda destra.

### A metà del XVI secolo prima della costruzione della cinta
All'inizio della sua costruzione dal 1566, il nuovo bastione comprendeva tre piccole città.

#### Saint-Honoré
Il sobborgo si sviluppò oltre l'antica Porte Saint-Honoré della cinta di Carlo V lungo la strada che porta a Neuilly e a Nanterre, e dalla rue d'Argenteuil, a sud di rue du Faubourg Saint -Honoré vicino al bastione verso la Senna, con l'Hotel des Tuileries e varie proprietà. Nel 1521 fu costruita una cappella dedicata a Santa Susanna sul sito dell'attuale chiesa di Saint-Roch. Nel 1560 Caterina de' Medici acquistò l'Hôtel des Tuileries e le proprietà vicine che fece demolire per costruire il palazzo e sviluppare i giardini delle Tuileries.

#### Villeneuve-sur-Gravois
Le prime case dell'agglomerato di Villeneuve-sur-Gravois furono costruite nel 1536 sul lato della Butte des Gravois che faceva parte del dominio delle Filles Dieu la cui abbazia si trovava all'interno della cinta di Carlo V nel luogo dell'attuale rue du Caire e Alexandrie. Queste case furono demolite nel 1544 durante la minaccia di assedio di Parigi da parte delle truppe di Carlo V. Questo agglomerato venne poi ricostruito nella parte inferiore o laterale con una cappella dipendente dalla parrocchia di Saint-Laurent costruita nel 1551. Nel 1563 si decise di includere la collina all'interno del previsto bastione. Un sobborgo si sviluppò anche oltre la porta di Montmartre visibile sulle planimetrie di Truschet-Hoyau e Saint-Victor del 1550. Queste costruzioni erano situate sul sito dell'attuale rue Paul-Lelong (ex piccola strada erbosa), Léon Cladel, du Croissant e Saint-Joseph.

#### La zona tra il faubourg Montmartre e il quartiere Saint-Roch
Il poco spazio edificato tra questi 3 nuclei urbanizzati comprendeva due zone sopraelevate vicine sormontate da mulini, la butte des Moulins e la butte Saint-Roch in un punto compreso tra l'attuale avenue de l'Opéra, rue des Petits-Champs, rue Sainte-Anne e rue Thérèse e un mercato di suini e poi un mercato di cavalli tra queste colline e la porta di Saint-Honoré.

### Dall'inizio della costruzione del recinto alla demolizione della cinta di Carlo V (dal 1556 al 1630)

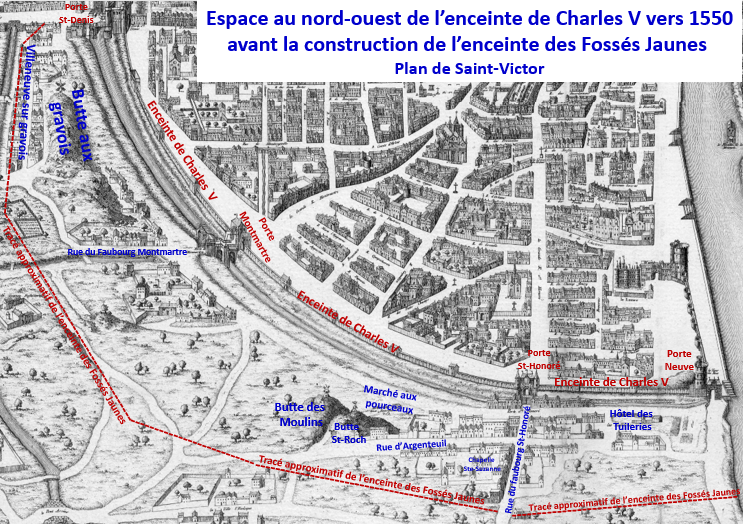
Territorio oltre la cinta di Carlo V intorno al 1550 su una mappa di Saint-Victor

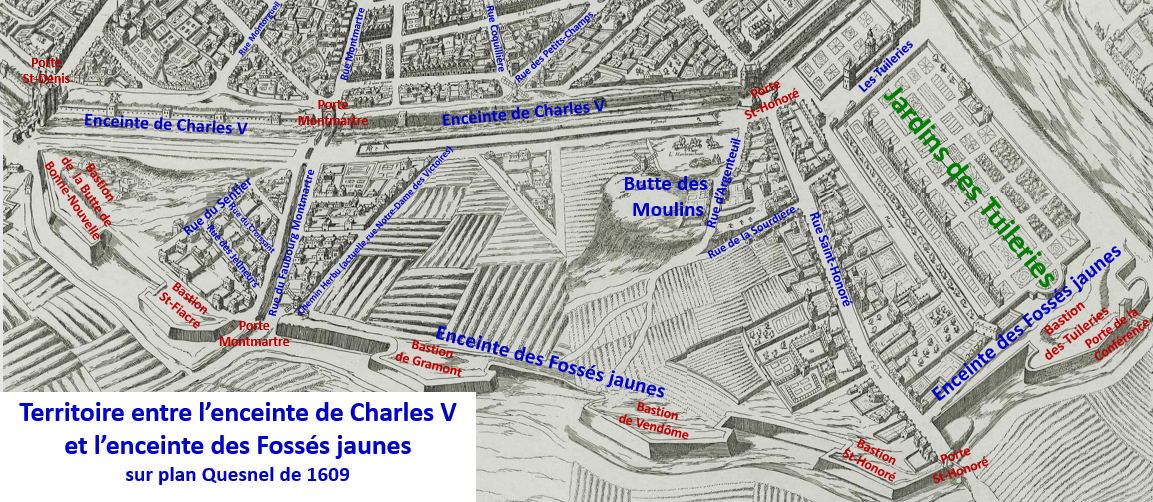
Cinta di Carlo V e fossati gialli nel 1609 (piano Quesnel)

La Villeneuve-sur-Gravois e i mulini installati in cima alla collina furono ulteriormente distrutti durante l'assedio di Parigi da parte di Enrico IV nel maggio 1591. La sommità del tumulo fu ricostruita di nuovo intorno alla rue de Beauregard dal 1620.
Intorno alla rue Saint-Honoré vennero costruiti dei conventi, dei cappuccini nel 1576, dei foglianti nel 1587, dei capuccini dal 1604 al 1606, dei giacobini nel 1611 e delle Figlie di Maria Assunta nel 1623. Il convento dei Piccoli Padri fu fondato in rue Notre-Dame des Victoires nel 1628. Venne ricostruita la rue Saint-Honoré e l'Hôtel du Perron che divenne proprietà di César de Vendôme che gli diede il nome.
Il territorio tra il faubourg Montmartre e il quartiere Saint-Roch rimase poco edificato, come appare nella mappa di Parigi di Quesnel del 1609.

### La creazione del quartiere Richelieu (1630-1670)
Nel 1624, il cardinaleRichelieu acquistò da Luigi XIII, poco prima di essere nominato ministro, due proprietà vicino alla cinta di Carlo V, l'hotel Angennes e il vicino hotel Armagnac per farne la sua residenza. Nominato nel 1631 direttore generale delle fortificazioni, affidò la demolizione della cinta di Carlo V e il completamento della cinta delle Fossés Jaunes. Questi lavori furono affidati, con contratto firmato il 9 ottobre 1631, a Pierre Pidou, segretario della Camera del Re e primo impiegato di Louis Le Barbier che ottenne il diritto di suddividere il terreno tra i due recinti. Il palazzo cardinalizio con un ampio giardino venne creato sul sito degli hotel Angennes e Armagnac, sul bastione demolito e sul terreno sul retro, ovvero un quadrilatero di 400 x 140 metri. Il terreno confinante era suddiviso in 45 lotti, 42 dei quali dati in rendita riscattabile a Louis Le Barbier con contratto del 17 marzo 1636.
Questa suddivisione su cui si aprivano strade su pianta ortogonale attorno a due assi, rue de Richelieu e rue Neuve des Petits-Champs (ora rue des Petits-Champs) a rue Gaillon, e corsie parallele, rue Vivienne, rue Sainte-Anne sul Butte des Moulins, Neuve-Saint-Augustin, divenne un quartiere di notabili dove una classe privilegiata costruiva le sue dimore. Il 40% dei finanzieri e latifondisti si stabilirono lì. Vi vennero fondati anche conventi, dalle Filles Saint-Thomas nel 1639 sul sito dell'attuale Borsa e dalle Nouvelles Catholiques nel 1672 in rue Sainte-Anne.
Le buttes des Moulins e Saint-Roch furono parzialmente livellate, intorno al 1640, con la distruzione delle capanne e dei mulini che vi erano installati. Le strade vennero disposte su un tracciato più irregolare rispetto a quello della rete attorno al Palazzo Reale. Questi sviluppi decuplicarono il valore dei terreni, con sorpresa dei modesti giardinieri che li possedevano senza avere i mezzi per costruirvi case.
I terreni furono lottizzati da Michel Villedo, Simon Delespine, Michel Noblet, Charles Béchameil e Jean Monicault.

### Rimozione della recinzione dei Fossés Jaunes e sviluppo del "Nouveau-Cours" (dal 1670 all'inizio del XVIII secolo)

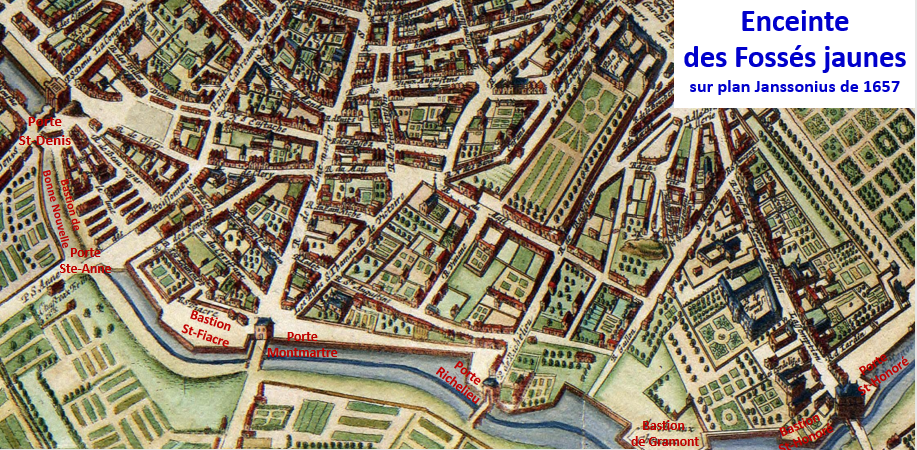
Territorio tra i due recinti nel 1657

Nel 1670 Luigi XIV decise di fare di Parigi una città aperta e di costruire un'ampia carreggiata alberata, gli attuali grandi viali, al posto delle antiche fortificazioni. La parte di questo "Nouveau-Cours", corrispondente agli attuali boulevard de la Madeleine, des Capucines, des Italiens, di Montmartre e Poissonnière, fu disegnata di fronte al vecchio recinto delle Fossés Jaunes che venne gradualmente raso al suolo. La Porte de Richelieu viene distrutta nel 1701, liberando spazio per nuove costruzioni. Furono costruiti palazzi privati, in particolare l' Hôtel de Choiseul, l'Hôtel de Ménars, l'Hôtel de Loges, l'Hôtel de Grammont e l'Hôtel d'Uzès. Questa sostituzione del bastione fu accompagnata da importanti progetti urbanistici, in particolare la creazione di Place des Victoires e Place Vendôme sul sito dell'Hôtel de Luxembourg e il Convento dei Capucines spostato ai margini dell'attuale Boulevard des Nasturtiums e la costruzione di palazzi dietro le facciate. Vennero aperte nuove strade, rue Louis-le-Grand, rue des Capucines, prolungamento di rue des Petits-Champs a ovest di rue Gaillon.